# 11666 Bracker
11666 Bracker (1997 MD8) là một tiểu hành tinh vành đai chính được phát hiện ngày 29 tháng 6 năm 1997 bởi Spacewatch ở Kitt Peak.